# Manewr diabelski
Manewr diabelski (ang. "devil's coup") to w brydżu manewr rozgrywkowy, dzięki któremu rozgrywający może uniknąć oddania lewy atutowej, która pozornie musi być oddana. Na przykład:
```
                       ♠ W 5 4 2
                       
♥
 K 10 7
                       
♦
 A 6
                       ♣ K 9 5 4
             ♠ A K 7 3            ♠ D 9 8 6
             
♥
 D 6 5              
♥
 W 8
             
♦
 W 9 3              
♦
 D 8 7 2
             ♣ W 10 7             ♣ 5 3 2
                       ♠ 10
                       
♥
 A 9 4 3 2
                       
♦
 K 10 5 4
                       ♣ A D 8
```

S gra 6♥ po wiście asem i królem pik. Jedną z opcji rozgrywającego jest zagranie na to, że jeden z obrońców trzyma pustą damę z waletem w kierach, ciekawszą opcją jest jednak próba ustawienia manewru diabelskiego. Rozgrywający przebija pika, wraca do stołu asem karo i przebija ostatniego już pika, teraz gra karo do króla w ręce przebija karo na stole i gra trzy trefle kończąc w ręce, powstaje następująca końcówka:
```
                       ♠ -
                       
♥
 K 10
                       
♦
 -
                       ♣ 9
             ♠                    ♠ -
             
♥
 D 6 5              
♥
 W 8
             
♦
 -                  
♦
 D
             ♣ -                  ♣ -
                       ♠ -
                       
♥
 A 9
                       
♦
 10
                       ♣ -
```

S gra dziesiątkę karo i obrońcy są bezradni, rozgrywający musi wziąć resztę lew.
Manewr diabelski w tej rozgrywce powiedzie się jedynie w przypadku, gdy piki u obrońców dzielą się 4-4 (prawdopodobieństwo 0,33), trefle 3-3 (prawdopodobieństwo 0,36) a kara 3-4 z czwórką koniecznie u E (prawdopodobieństwo 0,31). Prawdopodobieństwo, że wszystkie te układy zajdą naraz wynosi 0,036828. Z kolei prawdopodobieństwo przypadku, w którym jeden z obrońców ma w kierach damę z waletem i nic więcej (wygrywa wówczas zgranie asa i króla atu) wynosi 0,068, czyli prawie dwukrotnie więcej. Pokazuje to, że najbardziej efektowny sposób rozgrywki nie zawsze jest najlepszy.